# Ярловци
Вижте пояснителната страница за други значения на Ярловци.
Ярловци е село в Западна България. То се намира в община Трън, област Перник.

## География
Село Ярловци е разположено в планински район, само на 1 километър от река Ерма, заобиколено от иглолистна гора, предлагайки спокойствието и прохладата на планината.

## История
В стари документи селото е отбелязвано като: Ярлофджа, Ярловци в 1453 г., Ярлофча в 1576 г., 1624 г.; Ярловче в 1576 г.; Ярловци в 1878 г.

## Религии
Религията е източноправославна. Храмът на селото е „Св. великомъченик Димитър Солунски“, построен през 1835 г.

## Забележителности
В селото има стара римска баня (изграден басейн във форма на яйце, облицовано с плочки). Намира се в подножието на местността Земън.

## Личности
- Георги Стоилков (р. 1881), български офицер, полковник
- Димитър Стратиев (1918 – 1945), български гвардейски конен офицер
- Митко Григоров (1920 – 1987), политик от БКП, министър
- Денчо Знеполски (1920 – 1989), български партизанин, генерал